# Llista de monuments del Garraf
Llista de monuments del Garraf inclosos en l'Inventari del Patrimoni Arquitectònic de Catalunya. Inclou els inscrits en el Registre de Béns Culturals d'Interès Nacional (BCIN) amb la classificació de monuments històrics i els béns culturals d'interès local (BCIL) de caràcter arquitectònic.

## Canyelles
| Monument                                     | Protecció   | Estil/època    | Localització                                                                       | Coordenades                                          | Codi?         | Imatge |
| -------------------------------------------- | ----------- | -------------- | ---------------------------------------------------------------------------------- | ---------------------------------------------------- | ------------- | --- |
| Castell de Canyelles                         | BCIN 619-MH | XV, XVII-XVIII | Canyelles Pl. del Castell                                                          | 41° 17′ 13″ N, 1° 43′ 22″ E / 41.287083°N,1.722833°E | RI-51-0005235 | Castell de Canyelles · Vegeu més fotos d'aquest monument · Carregueu una nova foto d'aquest monument                               |
| Església parroquial de Santa Magdalena       | BCIL 2020   | XVII-XIX       | Canyelles C. del Castell                                                           | 41° 17′ 13″ N, 1° 43′ 22″ E / 41.286942°N,1.722671°E | IPA-4503      | Església parroquial de Santa Magdalena (Canyelles) · Vegeu més fotos d'aquest monument · Carregueu una nova foto d'aquest monument |
| Forn de calç del Fondo del Veguer            |             | Obra popular   | Canyelles Prop del puig de la Penya de la Campana, a l'oest del nucli de Canyelles | 41° 17′ 22″ N, 1° 44′ 22″ E / 41.28944°N,1.73940°E   | IPA-48992     | Carregueu una nova foto d'aquest monument                                                                                          |
| Forn de calç del camí de Canyelles           |             |                | Canyelles                                                                          | 41° 16′ 58″ N, 1° 43′ 53″ E / 41.28265°N,1.73132°E   | IPA-52585     | Carregueu una nova foto d'aquest monument                                                                                          |
| Forn de calç de la Urbanització les Palmeres |             | Obra popular   | Canyelles                                                                          |                                                      | IPA-52705     | Carregueu una nova foto d'aquest monument                                                                                          |
| Rectoria de Canyelles                        | BCIL 2022   | XV-XVIII       | Canyelles C. Castell, 5                                                            | 41° 17′ 12″ N, 1° 43′ 22″ E / 41.28653°N,1.72274°E   | IPA-53281     | Carregueu una nova foto d'aquest monument                                                                                          |

## Cubelles
| Monument                                    | Protecció   | Estil/època            | Localització                                     | Coordenades                                          | Codi?         | Imatge |
| ------------------------------------------- | ----------- | ---------------------- | ------------------------------------------------ | ---------------------------------------------------- | ------------- | --- |
| Castell de Cubelles                         | BCIN 720-MH | XVII                   | Cubelles Pl. del Castell                         | 41° 12′ 28″ N, 1° 40′ 21″ E / 41.207812°N,1.672515°E | RI-51-0005467 | Castell de Cubelles · Vegeu més fotos d'aquest monument · Carregueu una nova foto d'aquest monument                        |
| Conjunt del carrer Sant Antoni              |             | Obra popular           | Cubelles De la pl. de la Font al cap de la Creu  | 41° 12′ 32″ N, 1° 40′ 30″ E / 41.208892°N,1.675089°E | IPA-4448      | Conjunt del carrer Sant Antoni (Cubelles) · Vegeu més fotos d'aquest monument · Carregueu una nova foto d'aquest monument  |
| Conjunt del carrer Major                    |             | Obra popular           | Cubelles C. Major                                | 41° 12′ 28″ N, 1° 40′ 19″ E / 41.207910°N,1.671960°E | IPA-4451      | Conjunt carrer Major (Cubelles) · Vegeu més fotos d'aquest monument · Carregueu una nova foto d'aquest monument            |
| Can Travé, Biblioteca de Mitologia Clàssica | BCIL 1993   | Noucentisme XX Inici   | Cubelles C. Sant Antoni, 24                      | 41° 12′ 32″ N, 1° 40′ 31″ E / 41.208792°N,1.675192°E | IPA-4452      | Can Travé (Cubelles) · Vegeu més fotos d'aquest monument · Carregueu una nova foto d'aquest monument                       |
| Ermita de Sant Pau                          |             | Barroc XVII            | Cubelles Quadra de Gallifa                       | 41° 13′ 01″ N, 1° 40′ 01″ E / 41.216867°N,1.666957°E | IPA-4453      | Ermita de Sant Pau (Cubelles) · Vegeu més fotos d'aquest monument · Carregueu una nova foto d'aquest monument              |
| Església de Sant Jaume                      | BCIL 2004   | XIX                    | Cubelles Quadra de Rocacrespa                    | 41° 14′ 12″ N, 1° 39′ 46″ E / 41.236722°N,1.662679°E | IPA-4454      | Carregueu una nova foto d'aquest monument                                                                                  |
| Església de Santa Maria                     | BCIL 1993   | Barroc XVII-XVIII      | Cubelles Pl. Santa Maria                         | 41° 12′ 30″ N, 1° 40′ 23″ E / 41.208370°N,1.672939°E | IPA-4505      | Església de Santa Maria (Cubelles) · Vegeu més fotos d'aquest monument · Carregueu una nova foto d'aquest monument         |
| Capella de Sant Antoni de Pàdua             | BCIL 1993   | Obra popular XVII      | Cubelles C. Sant Antoni, 33                      | 41° 12′ 32″ N, 1° 40′ 32″ E / 41.208997°N,1.675573°E | IPA-4506      | Capella de Sant Antoni de Pàdua (Cubelles) · Vegeu més fotos d'aquest monument · Carregueu una nova foto d'aquest monument |
| Quadra de Rocacrespa                        | BCIL 1993   | Obra popular           | Cubelles                                         | 41° 14′ 13″ N, 1° 39′ 43″ E / 41.236970°N,1.661901°E | IPA-4508      | Carregueu una nova foto d'aquest monument                                                                                  |
| Molí de la Palma, Molí de Dalt              | BCIL 1993   | Obra popular XVIII-XX  | Cubelles                                         | 41° 12′ 44″ N, 1° 40′ 12″ E / 41.212145°N,1.669879°E | IPA-35117     | Carregueu una nova foto d'aquest monument                                                                                  |
| Mas Guineu                                  | BCIL 1993   |                        | Cubelles                                         | 41° 12′ 24″ N, 1° 39′ 03″ E / 41.20670°N,1.65084°E   | IPA-35118     | Carregueu una nova foto d'aquest monument                                                                                  |
| Molí del Cucurella                          |             | Obra popular XVIII-XX  | Cubelles Ctra. BV-2115, km 5,3                   | 41° 14′ 04″ N, 1° 39′ 51″ E / 41.23442°N,1.66425°E   | IPA-37079     | Carregueu una nova foto d'aquest monument                                                                                  |
| Molí de Mas Trader, Molí Nou                |             | Obra popular XVIII-XX  | Cubelles Dins la urbanització                    |                                                      | IPA-37080     | Carregueu una nova foto d'aquest monument                                                                                  |
| Molí del Salze                              |             | Obra popular XVIII-XX  | Cubelles Esquerra del riu Foix                   | 41° 13′ 50″ N, 1° 40′ 12″ E / 41.23044°N,1.67005°E   | IPA-37083     | Carregueu una nova foto d'aquest monument                                                                                  |
| Ajuntament                                  |             | Obra popular XIX-XX    | Cubelles Pl. de la Vila, 1                       | 41° 12′ 30″ N, 1° 40′ 21″ E / 41.208354°N,1.672601°E | IPA-39687     | Ajuntament (Cubelles) · Vegeu més fotos d'aquest monument · Carregueu una nova foto d'aquest monument                      |
| Safareigs públics de Cubelles               | BCIL 2014   | XIX                    | Cubelles C. Raval, 7                             | 41° 12′ 30″ N, 1° 40′ 17″ E / 41.208280°N,1.671473°E | IPA-42243     | Safareigs públics (Cubelles) · Vegeu més fotos d'aquest monument · Carregueu una nova foto d'aquest monument               |
| Pou de glaç de Can Cucurella                |             | Obra popular XVIII-XIX | Cubelles Mas de Can Cucurella                    | 41° 14′ 26″ N, 1° 39′ 30″ E / 41.24050°N,1.65831°E   | IPA-43702     | Carregueu una nova foto d'aquest monument                                                                                  |
| Molí de l'Estaper                           |             | Obra popular           | Cubelles                                         | 41° 13′ 00″ N, 1° 39′ 55″ E / 41.21660°N,1.66517°E   | IPA-50983     | Carregueu una nova foto d'aquest monument                                                                                  |
| Casa del Doctor Estapé                      |             | Noucentisme XX         | Cubelles Pg. Narcís Bardají, 46 - c. Estació, 37 | 41° 12′ 19″ N, 1° 40′ 27″ E / 41.20523°N,1.67410°E   | IPA-52450     | Casa del Doctor Estapé (Cubelles) · Modifica el valor a Wikidata · Carregueu una nova foto d'aquest monument               |
| Passeig de Narcís Bardají                   |             | Noucentisme XX         | Cubelles Pg. Narcís Bardají                      | 41° 12′ 22″ N, 1° 40′ 26″ E / 41.2061°N,1.6738°E     | IPA-52569     | Passeig de Narcís Bardají (Cubelles) · Modifica el valor a Wikidata · Carregueu una nova foto d'aquest monument            |

## Olivella
| Monument                                                                              | Protecció    | Estil/època                | Localització                                                                       | Coordenades                                          | Codi?         | Imatge |
| ------------------------------------------------------------------------------------- | ------------ | -------------------------- | ---------------------------------------------------------------------------------- | ---------------------------------------------------- | ------------- | --- |
| Castell d'Olivella, Església de Sant Pere del Castell, el Molí del Rector, el Molinot | BCIN 1135-MH | Romànic X-XII, XVIII       | Olivella i Avinyonet del Penedès Camí de Can Muntaner i Can Vendrell               | 41° 19′ 13″ N, 1° 48′ 50″ E / 41.320403°N,1.813943°E | RI-51-0002382 | Castell d'Olivella · Vegeu més fotos d'aquest monument · Carregueu una nova foto d'aquest monument                                       |
| Can Pau                                                                               | BCIL 2005    | Neoclassicisme XIX, XIII   | Olivella Ctra. d'Olivella                                                          | 41° 18′ 40″ N, 1° 48′ 45″ E / 41.31105°N,1.81249°E   | IPA-4455      | Can Pau (Olivella) · Vegeu més fotos d'aquest monument · Carregueu una nova foto d'aquest monument                                       |
| Església parroquial de Sant Pere i Sant Feliu                                         | BCIL 1992    | Barroc XVII                | Olivella Pl. de l'Església, 1                                                      | 41° 18′ 38″ N, 1° 48′ 38″ E / 41.31042°N,1.81057°E   | IPA-11865     | Església parroquial de Sant Pere i Sant Feliu (Olivella) · Vegeu més fotos d'aquest monument · Carregueu una nova foto d'aquest monument |
| Can Suriol                                                                            | BCIL 1992    | Neoclassicisme XVIII       | Olivella Ctra. de Ribes a Olivella                                                 | 41° 18′ 43″ N, 1° 47′ 29″ E / 41.31195°N,1.79137°E   | IPA-11866     | Can Suriol (Olivella) · Vegeu més fotos d'aquest monument · Carregueu una nova foto d'aquest monument                                    |
| Carrer de l'Església                                                                  | BCIL 1992    | Obra popular XVII-XX       | Olivella Carrer darrera l'església                                                 | 41° 18′ 38″ N, 1° 48′ 38″ E / 41.31053°N,1.81051°E   | IPA-11867     | Carrer de l'Església (Olivella) · Vegeu més fotos d'aquest monument · Carregueu una nova foto d'aquest monument                          |
| Palau Novella, la Plana Novella                                                       | BCIL 1992    | Eclecticisme XIX           | Olivella Serra Cova Fumada prop del terme de Begues                                | 41° 17′ 30″ N, 1° 51′ 09″ E / 41.29177°N,1.85256°E   | IPA-11868     | Palau Novella (Olivella) · Vegeu més fotos d'aquest monument · Carregueu una nova foto d'aquest monument                                 |
| Mas Morsell, Mas Murgell                                                              |              | Obra popular XVIII-XIX     | Olivella Camí de Jafra a la Plana Novella, districte de Dalt                       | 41° 17′ 03″ N, 1° 51′ 08″ E / 41.28415°N,1.85216°E   | IPA-11869     | Carregueu una nova foto d'aquest monument                                                                                                |
| Mas Llorenç                                                                           |              | Obra popular XVIII-XIX     | Olivella Districte de Dalt                                                         | 41° 16′ 59″ N, 1° 50′ 26″ E / 41.28313°N,1.84067°E   | IPA-11870     | Mas Llorenç (Olivella) · Vegeu més fotos d'aquest monument · Carregueu una nova foto d'aquest monument                                   |
| Can Marser                                                                            | BCIL 1992    | Obra popular XVII, XVIII   | Olivella Camí de la Fita a Jafra, districte de Dalt                                | 41° 16′ 36″ N, 1° 50′ 02″ E / 41.27677°N,1.83389°E   | IPA-11871     | Can Marser (Olivella) · Vegeu més fotos d'aquest monument · Carregueu una nova foto d'aquest monument                                    |
| Can Grau                                                                              | BCIL 1992    | Obra popular XVI-XVII      | Olivella Districte de Baix, punt encontre dels termes d'Olviella, Oleseta i Begues | 41° 18′ 25″ N, 1° 50′ 17″ E / 41.3069°N,1.83807°E    | IPA-11873     | Can Grau (Olivella) · Vegeu més fotos d'aquest monument · Carregueu una nova foto d'aquest monument                                      |
| Corral Nou                                                                            |              | Obra popular XVIII         | Olivella Districte de Baix                                                         | 41° 17′ 59″ N, 1° 51′ 11″ E / 41.29978°N,1.85307°E   | IPA-11874     | Corral Nou (Olivella) · Vegeu més fotos d'aquest monument · Carregueu una nova foto d'aquest monument                                    |
| Les Piques                                                                            | BCIL 1992    | Obra popular XVIII         | Olivella Districte de Baix                                                         | 41° 18′ 35″ N, 1° 50′ 28″ E / 41.30968°N,1.84119°E   | IPA-11875     | Les Piques (Olivella) · Vegeu més fotos d'aquest monument · Carregueu una nova foto d'aquest monument                                    |
| Jafre, Part de Dalt                                                                   | BCIL 1992    | Obra popular XVI-XVII, XIV | Olivella                                                                           | 41° 16′ 54″ N, 1° 50′ 04″ E / 41.281558°N,1.834575°E | IPA-11876     | Jafre (Olivella) · Vegeu més fotos d'aquest monument · Carregueu una nova foto d'aquest monument                                         |
| Mas Vendrell                                                                          |              | Obra popular XVIII-XIX     | Olivella A 500 m a l'oest del camí de Jafra a Can Grau                             | 41° 17′ 09″ N, 1° 50′ 06″ E / 41.28576°N,1.83504°E   | IPA-11877     | Carregueu una nova foto d'aquest monument                                                                                                |
| Casa Nova                                                                             |              | Obra popular XIX-XX        | Olivella Districte de Dalt                                                         | 41° 16′ 18″ N, 1° 51′ 13″ E / 41.27159°N,1.85353°E   | IPA-11878     | Carregueu una nova foto d'aquest monument                                                                                                |
| Can Ramonet                                                                           |              | Obra popular XVIII-XIX     | Olivella Districte de Dalt                                                         | 41° 16′ 44″ N, 1° 50′ 38″ E / 41.27884°N,1.84378°E   | IPA-11879     | Carregueu una nova foto d'aquest monument                                                                                                |
| Els Masets                                                                            | BCIL 1992    | Obra popular XVIII-XIX     | Olivella Districte de Dalt                                                         | 41° 17′ 06″ N, 1° 49′ 21″ E / 41.28512°N,1.82247°E   | IPA-11880     | Carregueu una nova foto d'aquest monument                                                                                                |
| Can Camps                                                                             | BCIL 1992    | Obra popular XVI-XVII      | Olivella Camí de Jafra                                                             | 41° 18′ 25″ N, 1° 49′ 01″ E / 41.30686°N,1.81703°E   | IPA-33396     | Can Camps (Olivella) · Vegeu més fotos d'aquest monument · Carregueu una nova foto d'aquest monument                                     |
| Cal Muntaner                                                                          | BCIL 1992    | Obra popular XVI-XVII      | Olivella Les Feixes                                                                | 41° 18′ 56″ N, 1° 48′ 18″ E / 41.31563°N,1.8049°E    | IPA-33397     | Cal Muntaner (Olivella) · Vegeu més fotos d'aquest monument · Carregueu una nova foto d'aquest monument                                  |
| Mas de Liona i Mas Bargalló                                                           | BCIL 1992    | Obra popular XVI-XVII      | Olivella Camí de Jafra                                                             | 41° 17′ 53″ N, 1° 49′ 02″ E / 41.29803°N,1.81724°E   | IPA-33398     | Mas de Liona i Mas Bargalló (Olivella) · Modifica el valor a Wikidata · Carregueu una nova foto d'aquest monument                        |
| La Fassina                                                                            |              | Obra popular XVIII         | Olivella Camí de Jafra                                                             | 41° 16′ 41″ N, 1° 50′ 08″ E / 41.27793°N,1.83546°E   | IPA-33399     | La Fassina (Olivella) · Vegeu més fotos d'aquest monument · Carregueu una nova foto d'aquest monument                                    |
| Can Surià                                                                             | BCIL 1992    | Obra popular XVIII         | Olivella Urbanització de Can Surià                                                 | 41° 19′ 05″ N, 1° 45′ 54″ E / 41.31799°N,1.76493°E   | IPA-33400     | Carregueu una nova foto d'aquest monument                                                                                                |
| Mas Milà                                                                              | BCIL 1992    | Obra popular XVI-XVII      | Olivella Urbanització de Mas Milà                                                  | 41° 17′ 55″ N, 1° 46′ 35″ E / 41.2987°N,1.77636°E    | IPA-33401     | Carregueu una nova foto d'aquest monument                                                                                                |
| Forn de calç del Monàs, o Monars                                                      |              | Obra popular XX            | Olivella Puig dels Monars - Costera de la Bóta                                     | 41° 18′ 28″ N, 1° 47′ 09″ E / 41.30770°N,1.78588°E   | IPA-41558     | Forn de calç del Monàs (Olivella) · Modifica el valor a Wikidata · Carregueu una nova foto d'aquest monument                             |
| Molí de Cal Muntaner                                                                  |              | Obra popular XIX-XX        | Olivella Can Muntaner                                                              |                                                      | IPA-41560     | Carregueu una nova foto d'aquest monument                                                                                                |
| Forn del Fondo de Querol                                                              |              | Obra popular XIX-XX        | Olivella Fondo de Querol                                                           | 41° 17′ 40″ N, 1° 47′ 26″ E / 41.29455°N,1.79059°E   | IPA-41561     | Forn del Fondo de Querol (Olivella) · Modifica el valor a Wikidata · Carregueu una nova foto d'aquest monument                           |
| Forn del turó de la Roqueta                                                           |              | Obra popular XIX-XX        | Olivella Turó de la Roqueta - Fondo de la Roqueta                                  | 41° 17′ 29″ N, 1° 44′ 57″ E / 41.29149°N,1.74913°E   | IPA-41562     | Carregueu una nova foto d'aquest monument                                                                                                |
| Forn dels Turiols, forn de calç del Fondo Turiols                                     |              | Obra popular XIX-XX        | Olivella Paratge Can Turiols - Fondo Turiols                                       |                                                      | IPA-41563     | Carregueu una nova foto d'aquest monument                                                                                                |
| Forn de la cruïlla del camí de Can Turiols                                            |              | Obra popular XX            | Olivella Camí antic d'Olivella - camí de Can Turiols                               | 41° 18′ 33″ N, 1° 46′ 55″ E / 41.30930°N,1.78203°E   | IPA-41566     | Carregueu una nova foto d'aquest monument                                                                                                |
| Forn de Can Suriol                                                                    |              | Obra popular XX            | Olivella Paratge de Can Suriol                                                     | 41° 18′ 41″ N, 1° 47′ 21″ E / 41.31141°N,1.78903°E   | IPA-41567     | Forn de Can Suriol (Olivella) · Modifica el valor a Wikidata · Carregueu una nova foto d'aquest monument                                 |
| Pou d'aigua de Cal Muntaner                                                           |              | Obra popular XIX-XX        | Olivella Cal Muntaner                                                              |                                                      | IPA-43740     | Carregueu una nova foto d'aquest monument                                                                                                |
| Cal Fuster                                                                            | BCIL 1992    | Obra popular XVII          | Olivella Al sud del Fondo de Miret, als Poals, prop del camí de Viladellops        | 41° 18′ 26″ N, 1° 45′ 38″ E / 41.30730°N,1.76050°E   | IPA-49314     | Carregueu una nova foto d'aquest monument                                                                                                |
| El Raurell                                                                            | BCIL 1992    | Obra popular XVII-XVIII    | Olivella A la carena de la Mesquita                                                | 41° 18′ 07″ N, 1° 48′ 21″ E / 41.30185°N,1.80571°E   | IPA-49315     | Carregueu una nova foto d'aquest monument                                                                                                |
| Els Pelagons de Dalt                                                                  | BCIL 1992    | Obra popular XIX           | Olivella Al costat de la riera del Pelagons                                        | 41° 19′ 20″ N, 1° 47′ 28″ E / 41.32215°N,1.79122°E   | IPA-49316     | Carregueu una nova foto d'aquest monument                                                                                                |
| Corral de les serres de les Conques                                                   |              | Obra popular               | Olivella Riba esquerra del torrent de les Conques, els Penyals                     | 41° 18′ 01″ N, 1° 50′ 41″ E / 41.30019°N,1.84470°E   | IPA-50776     | Carregueu una nova foto d'aquest monument                                                                                                |
| Aljub del Fondo d'Aliona                                                              |              | Obra popular               | Olivella Fondo d'Aliona - Fondo de Querol                                          |                                                      | IPA-50965     | Carregueu una nova foto d'aquest monument                                                                                                |
| Font de Fontanelles                                                                   |              | Obra popular               | Olivella                                                                           | 41° 17′ 51″ N, 1° 51′ 31″ E / 41.29756°N,1.85872°E   | IPA-52592     | Carregueu una nova foto d'aquest monument                                                                                                |
| Font de les Piques                                                                    |              | Obra popular               | Olivella Les Piques                                                                | 41° 18′ 34″ N, 1° 50′ 25″ E / 41.30957°N,1.84032°E   | IPA-52593     | Carregueu una nova foto d'aquest monument                                                                                                |
| Font del Rector                                                                       |              | Obra popular               | Olivella Masia del Rector, Fondo del Rector                                        | 41° 19′ 09″ N, 1° 49′ 01″ E / 41.31907°N,1.81685°E   | IPA-52603     | Carregueu una nova foto d'aquest monument                                                                                                |
| Forn de calç del Fondo de les Turioles                                                |              | Obra popular               | Olivella                                                                           |                                                      | IPA-52608     | Carregueu una nova foto d'aquest monument                                                                                                |
| Sínia i safareig de Can Duran                                                         |              | Obra popular               | Olivella Riba dreta de la riera de Begues                                          | 41° 18′ 53″ N, 1° 48′ 11″ E / 41.31464°N,1.80316°E   | IPA-52614     | Carregueu una nova foto d'aquest monument                                                                                                |
| Pou dels Matxos                                                                       |              |                            | Olivella                                                                           | 41° 18′ 41″ N, 1° 48′ 46″ E / 41.31130°N,1.81282°E   | IPA-52615     | Carregueu una nova foto d'aquest monument                                                                                                |
| Forn de calç de la Roqueta                                                            |              | Obra popular               | Olivella                                                                           |                                                      | IPA-52618     | Carregueu una nova foto d'aquest monument                                                                                                |
| Forn de calç del Fondo de la Roqueta                                                  |              | Obra popular               | Olivella                                                                           |                                                      | IPA-52620     | Carregueu una nova foto d'aquest monument                                                                                                |
| Forn de calç del Fondo de Querol 2                                                    |              | Obra popular               | Olivella                                                                           | 41° 17′ 43″ N, 1° 47′ 17″ E / 41.29516°N,1.78800°E   | IPA-52628     | Carregueu una nova foto d'aquest monument                                                                                                |
| Forn de calç del Fondo de Querol 3                                                    |              | Obra popular               | Olivella                                                                           | 41° 17′ 40″ N, 1° 47′ 39″ E / 41.29433°N,1.79418°E   | IPA-52633     | Carregueu una nova foto d'aquest monument                                                                                                |
| Forn de calç del Fondo de Querol 4                                                    |              | Obra popular               | Olivella                                                                           | 41° 17′ 39″ N, 1° 47′ 30″ E / 41.29427°N,1.79161°E   | IPA-52634     | Carregueu una nova foto d'aquest monument                                                                                                |
| Forn de calç del camí del Rourell                                                     |              | Obra popular               | Olivella                                                                           | 41° 17′ 39″ N, 1° 48′ 14″ E / 41.29428°N,1.80378°E   | IPA-52642     | Carregueu una nova foto d'aquest monument                                                                                                |
| Forn de calç de la penya Riscle                                                       |              | Obra popular               | Olivella                                                                           | 41° 16′ 10″ N, 1° 50′ 29″ E / 41.26940°N,1.84146°E   | IPA-52664     | Carregueu una nova foto d'aquest monument                                                                                                |
| Forn de calç del Fondo de la Cova Fumada                                              |              | Obra popular               | Olivella                                                                           |                                                      | IPA-52671     | Carregueu una nova foto d'aquest monument                                                                                                |
| Forn de calç del Camp de Tir de les Colines                                           |              | Obra popular               | Olivella C. de l'Arc de Sant Martí, entrada del Club Arquers, Urb. les Colines-Est | 41° 18′ 27″ N, 1° 46′ 24″ E / 41.30757°N,1.77322°E   | IPA-52681     | Carregueu una nova foto d'aquest monument                                                                                                |
| Forn de calç del Fondo d'en Xicalló 1                                                 |              |                            | Olivella A uns 100 m del c. del Segre, Urb. Mas Mestres                            | 41° 17′ 18″ N, 1° 45′ 09″ E / 41.28844°N,1.75248°E   | IPA-52685     | Carregueu una nova foto d'aquest monument                                                                                                |
| Forn de calç del Fondo d'en Xicalló 2                                                 |              | Obra popular               | Olivella Prop del c. del Segre, Urb. Mas Mestres                                   | 41° 17′ 24″ N, 1° 45′ 13″ E / 41.28993°N,1.75365°E   | IPA-52688     | Carregueu una nova foto d'aquest monument                                                                                                |
| Forn de calç del Maset de Baix                                                        |              | Obra popular               | Olivella                                                                           |                                                      | IPA-52701     | Carregueu una nova foto d'aquest monument                                                                                                |

## Sant Pere de Ribes
Vegeu la llista de monuments de Sant Pere de Ribes

## Sitges
| Monument                                                               | Protecció    | Estil/època                                                    | Localització                                                                 | Coordenades                                          | Codi?         | Imatge |
| ---------------------------------------------------------------------- | ------------ | -------------------------------------------------------------- | ---------------------------------------------------------------------------- | ---------------------------------------------------- | ------------- | --- |
| Sitges, Vila Vella i primer eixample                                   | BCIN 212-CH  | Barroc, modernisme, noucentisme Medieval-XXI                   | Sitges C. Major, des de la mar a la pl. Cap de la Vila i voltants            | 41° 14′ 10″ N, 1° 48′ 40″ E / 41.236°N,1.811°E       | RI-53-0000137 | Vila Vella i primer eixample de Sitges · Vegeu més fotos d'aquest monument · Carregueu una nova foto d'aquest monument                      |
| Castell de Garraf, Castellet o Quadra de Garraf                        | BCIN 1568-MH |                                                                | Sitges Garraf                                                                | 41° 15′ 33″ N, 1° 54′ 04″ E / 41.259052°N,1.901111°E | RI-51-0005713 | Castell de Garraf (Sitges) · Vegeu més fotos d'aquest monument · Carregueu una nova foto d'aquest monument                                  |
| Castell de Campdàsens, el Castellot                                    | BCIN 1569-MH | XIII-XV                                                        | Sitges Cim turó serra del Garraf, sobre plana de Campdàsens                  | 41° 14′ 59″ N, 1° 52′ 51″ E / 41.2498°N,1.8807°E     | RI-51-0005714 | Carregueu una nova foto d'aquest monument                                                                                                   |
| Torre de Garraf, Torre de Can Güell                                    | BCIN 1570-MH | XIV-XV, XIX                                                    | Sitges Garraf                                                                | 41° 15′ 20″ N, 1° 54′ 21″ E / 41.255537°N,1.905909°E | RI-51-0005716 | Torre de Garraf (Sitges) · Vegeu més fotos d'aquest monument · Carregueu una nova foto d'aquest monument                                    |
| Torre de defensa de Ca n'Amell                                         | BCIN 1571-MH | XVI                                                            | Sitges Camí de Campdàsens a Vallcarca, a 1 km                                | 41° 15′ 04″ N, 1° 52′ 31″ E / 41.251094°N,1.875290°E | RI-51-0005717 | Torre de defensa de Ca n'Amell (Sitges) · Vegeu més fotos d'aquest monument · Carregueu una nova foto d'aquest monument                     |
| Torre de defensa de Campdàsens                                         | BCIN 1572-MH | XVI                                                            | Sitges Campdàsens                                                            | 41° 15′ 37″ N, 1° 52′ 43″ E / 41.2604°N,1.878589°E   | RI-51-0005718 | Torre de defensa de Campdàsens (Sitges) · Vegeu més fotos d'aquest monument · Carregueu una nova foto d'aquest monument                     |
| Castell de Miralpeix, Quadra de Miralpeix                              | BCIN 1573-MH | XI-XII                                                         | Sitges Turó de Miralpeix                                                     | 41° 13′ 57″ N, 1° 46′ 22″ E / 41.232427°N,1.772841°E | RI-51-0005715 | Carregueu una nova foto d'aquest monument                                                                                                   |
| Torre de defensa de Can Planes                                         | BCIN 1750-MH | XV-XVI                                                         | Sitges Parc Natural del Garraf                                               | 41° 16′ 10″ N, 1° 52′ 23″ E / 41.2695°N,1.873086°E   | RI-51-0005719 | Torre de defensa de Can Planes (Sitges) · Vegeu més fotos d'aquest monument · Carregueu una nova foto d'aquest monument                     |
| Museu Romàntic Can Llopis, Can Llopis i Bofill                         | BCIN 4106-MH | Neoclassicisme XVIII (1793)                                    | Sitges C. Sant Gaudenci, 1                                                   | 41° 14′ 13″ N, 1° 48′ 28″ E / 41.236944°N,1.807778°E | RI-51-0001329 | Museu Romàntic Can Llopis (Sitges) · Vegeu més fotos d'aquest monument · Carregueu una nova foto d'aquest monument                          |
| Museu del Cau Ferrat                                                   | BCIN 4172-MH | Eclecticisme, obra popular, historicisme XIX                   | Sitges C. Fonollar                                                           | 41° 14′ 06″ N, 1° 48′ 46″ E / 41.235067°N,1.812736°E | RI-51-0001328 | Museu del Cau Ferrat (Sitges) · Vegeu més fotos d'aquest monument · Carregueu una nova foto d'aquest monument                               |
| Palau Maricel, Maricel de Mar, Maricel de Terra, Museu Maricel         | BCIL 1991    | Noucentisme Miquel Utrillo Morlius XX (1911-15)                | Sitges C. Fonollar                                                           | 41° 14′ 05″ N, 1° 48′ 44″ E / 41.234813°N,1.812165°E | IPA-4473      | Palau Maricel (Sitges) · Vegeu més fotos d'aquest monument · Carregueu una nova foto d'aquest monument                                      |
| Església parroquial de Sant Bartomeu i Santa Tecla                     |              | Barroc XVII                                                    | Sitges Pl. del Baluard                                                       | 41° 14′ 05″ N, 1° 48′ 41″ E / 41.234672°N,1.811522°E | IPA-11902     | Església parroquial de Sant Bartomeu i Santa Tecla (Sitges) · Vegeu més fotos d'aquest monument · Carregueu una nova foto d'aquest monument |
| Ermita de Sant Sebastià                                                |              | Neoclassicisme, barroc XIX, XVIII                              | Sitges Av. Balmins                                                           | 41° 14′ 11″ N, 1° 49′ 03″ E / 41.236464°N,1.817589°E | IPA-11918     | Ermita de Sant Sebastià (Sitges) · Vegeu més fotos d'aquest monument · Carregueu una nova foto d'aquest monument                            |
| Vil·la Havemann, Ave Maria, Casa Ursicina Sanahuja                     |              | Modernisme Josep Graner i Prat XX (1927)                       | Sitges Av. Artur Carbonell, 11                                               | 41° 14′ 19″ N, 1° 48′ 28″ E / 41.23874°N,1.807654°E  | IPA-11919     | Vil·la Havemann (Sitges) · Vegeu més fotos d'aquest monument · Carregueu una nova foto d'aquest monument                                    |
| Santuari de la Mare de Déu del Vinyet                                  |              | Neoclassicisme XVIII                                           | Sitges Pg. de Gaietà Benaprès                                                | 41° 14′ 00″ N, 1° 47′ 31″ E / 41.233288°N,1.791943°E | IPA-11920     | Santuari de la Mare de Déu del Vinyet (Sitges) · Vegeu més fotos d'aquest monument · Carregueu una nova foto d'aquest monument              |
| Can Bonaventura Blay, Can Boladeres, el Xalet                          |              | Eclecticisme, modernisme Gaietà Buïgas i Monravà XX (1902)     | Sitges C. Illa de Cuba, 33-37                                                | 41° 14′ 18″ N, 1° 48′ 32″ E / 41.238247°N,1.808989°E | IPA-11921     | Can Bonaventura Blay (Sitges) · Vegeu més fotos d'aquest monument · Carregueu una nova foto d'aquest monument                               |
| Biblioteca Popular Santiago Rusiñol, Casa Miquel Utrillo               |              | Noucentisme XX                                                 | Sitges Pl. de l'Ajuntament                                                   | 41° 14′ 07″ N, 1° 48′ 44″ E / 41.235174°N,1.812134°E | IPA-11922     | Biblioteca Popular Santiago Rusiñol (Sitges) · Vegeu més fotos d'aquest monument · Carregueu una nova foto d'aquest monument                |
| Mercat                                                                 |              | Arquitectura del ferro Gaietà Buïgas i Monravà XIX (1889)      | Sitges Pl. de l'Ajuntament, 11-12                                            | 41° 14′ 07″ N, 1° 48′ 42″ E / 41.235364°N,1.811797°E | IPA-11923     | Mercat (Sitges) · Vegeu més fotos d'aquest monument · Carregueu una nova foto d'aquest monument                                             |
| Casino Prado Suburense                                                 | BCIL 2021    | Noucentisme Josep Maria Martino i Arroyo XIX-XX (1925)         | Sitges C. Francesc Gumà, 6-14, c. Sant Isidre, 23-27                         | 41° 14′ 17″ N, 1° 48′ 38″ E / 41.237959°N,1.810532°E | IPA-11924     | Casino Prado Suburense (Sitges) · Vegeu més fotos d'aquest monument · Carregueu una nova foto d'aquest monument                             |
| Can Jaume Hill, Villa Rosa, Cal Fabregat                               |              | Eclecticisme XIX                                               | Sitges C. Jesús, 25 - c. F. Gumà, 2-4                                        | 41° 14′ 15″ N, 1° 48′ 38″ E / 41.237553°N,1.810639°E | IPA-11925     | Can Jaume Hill (Sitges) · Vegeu més fotos d'aquest monument · Carregueu una nova foto d'aquest monument                                     |
| Casa Andreu, abans Casa Josep Ferrer i Torralbas                       |              | Eclecticisme Gaietà Buïgas i Monravà XX (1900)                 | Sitges C. Santiago Rusiñol, 33                                               | 41° 14′ 15″ N, 1° 48′ 40″ E / 41.237428°N,1.811069°E | IPA-11926     | Casa Andreu (Sitges) · Vegeu més fotos d'aquest monument · Carregueu una nova foto d'aquest monument                                        |
| Casa Manuel Vidal i Quadras, Can Vidal i Quadras                       |              | Neoclassicisme-romàntic XIX                                    | Sitges C. Port Alegre, 9                                                     | 41° 14′ 09″ N, 1° 48′ 47″ E / 41.235948°N,1.812919°E | IPA-11927     | Casa Manuel Vidal i Quadras (Sitges) · Vegeu més fotos d'aquest monument · Carregueu una nova foto d'aquest monument                        |
| Cementiri de Sitges                                                    |              | Neoclassicisme, obra popular XIX                               | Sitges Av. Balmins, darrera l'església de Sant Sebastià                      | 41° 14′ 11″ N, 1° 49′ 04″ E / 41.236471°N,1.817862°E | IPA-11928     | Cementiri de Sitges · Vegeu més fotos d'aquest monument · Carregueu una nova foto d'aquest monument                                         |
| Casa Vilella, Residència Helvètica                                     |              | Noucentisme XX                                                 | Sitges Pg. Marítim, 21                                                       | 41° 13′ 57″ N, 1° 48′ 00″ E / 41.23258°N,1.799903°E  | IPA-11929     | Casa Vilella (Sitges) · Vegeu més fotos d'aquest monument · Carregueu una nova foto d'aquest monument                                       |
| Masia Güell                                                            |              | Obra popular                                                   | Sitges Ctra. C-246, km 27                                                    | 41° 15′ 21″ N, 1° 54′ 20″ E / 41.255743°N,1.905565°E | IPA-11930     | Masia Güell (Sitges) · Vegeu més fotos d'aquest monument · Carregueu una nova foto d'aquest monument                                        |
| Celler Güell                                                           |              | Modernisme Francesc Berenguer i Antoni Gaudí XIX-XX            | Sitges Ctra. C-246 Barcelona-Calafell, km 27                                 | 41° 15′ 21″ N, 1° 54′ 20″ E / 41.255858°N,1.905431°E | IPA-11931     | Celler Güell (Sitges) · Vegeu més fotos d'aquest monument · Carregueu una nova foto d'aquest monument                                       |
| Can Sebastià Sans i Bori                                               |              | Eclecticisme XIX                                               | Sitges C. Sant Isidre, 37                                                    | 41° 14′ 16″ N, 1° 48′ 35″ E / 41.237788°N,1.809724°E | IPA-11932     | Can Sebastià Sans i Bori (Sitges) · Vegeu més fotos d'aquest monument · Carregueu una nova foto d'aquest monument                           |
| Can Carreras                                                           |              | Eclecticisme, modernisme Eduard Mercader i Sacanella XX (1908) | Sitges C. Francesc Gumà, 17 - c. Sant Isidre                                 | 41° 14′ 17″ N, 1° 48′ 36″ E / 41.238167°N,1.810093°E | IPA-11933     | Casa Antoni Carreras i Robert (Sitges) · Vegeu més fotos d'aquest monument · Carregueu una nova foto d'aquest monument                      |
| Can Falç                                                               |              | Obra popular XVII                                              | Sitges Pg. Ribera, 13-14 (abans 12-13) - c. Carreta, 34-36                   | 41° 14′ 06″ N, 1° 48′ 35″ E / 41.235067°N,1.809666°E | IPA-11934     | Can Falç (Sitges) · Vegeu més fotos d'aquest monument · Carregueu una nova foto d'aquest monument                                           |
| Can Serra                                                              |              | Eclecticisme XX                                                | Sitges Pg. de la Ribera, 17 (abans 15)                                       | 41° 14′ 06″ N, 1° 48′ 34″ E / 41.235127°N,1.809354°E | IPA-11935     | Can Serra (Sitges) · Vegeu més fotos d'aquest monument · Carregueu una nova foto d'aquest monument                                          |
| Can Robert                                                             |              | Eclecticisme XX                                                | Sitges Pg. de la Ribera, 18 (abans 16)                                       | 41° 14′ 06″ N, 1° 48′ 33″ E / 41.235135°N,1.809259°E | IPA-11936     | Can Robert (Sitges) · Vegeu més fotos d'aquest monument · Carregueu una nova foto d'aquest monument                                         |
| Can Simó Llauradó, Hotel Celimar                                       |              | Modernisme Gaietà Miret i Raventós XX (1908)                   | Sitges Pg. de la Ribera, 20 - c. Sant Pau                                    | 41° 14′ 07″ N, 1° 48′ 33″ E / 41.2352°N,1.809078°E   | IPA-11937     | Can Simó Llauradó (Sitges) · Vegeu més fotos d'aquest monument · Carregueu una nova foto d'aquest monument                                  |
| Can Marina Planes                                                      |              | Modernisme XX                                                  | Sitges Pg. de la Ribera, 22                                                  | 41° 14′ 07″ N, 1° 48′ 32″ E / 41.235158°N,1.808829°E | IPA-11938     | Can Marina Planes (Sitges) · Vegeu més fotos d'aquest monument · Carregueu una nova foto d'aquest monument                                  |
| Habitatge al passeig de la Ribera 28, Casa Rosario Sans vídua d'Amell  |              | Modernisme XX                                                  | Sitges Pg. de la Ribera, 28                                                  | 41° 14′ 07″ N, 1° 48′ 30″ E / 41.235153°N,1.808387°E | IPA-11939     | Casa Rosario Sans (Sitges) · Vegeu més fotos d'aquest monument · Carregueu una nova foto d'aquest monument                                  |
| Casa Isabel Ferret Martorell                                           |              | Eclecticisme Enric Sagnier i Villavecchia XIX (1899)           | Sitges Pg. de la Ribera, 29                                                  | 41° 14′ 06″ N, 1° 48′ 30″ E / 41.235131°N,1.80835°E  | IPA-11940     | Casa Isabel Ferret Martorell (Sitges) · Vegeu més fotos d'aquest monument · Carregueu una nova foto d'aquest monument                       |
| Vil·la Florentina, Casa Albarca, Casa Armengol                         |              | Noucentisme Josep Maria Martino i Arroyo XIX, XX (1928)        | Sitges Pg. Marítim, 35                                                       | 41° 13′ 52″ N, 1° 47′ 49″ E / 41.231205°N,1.796861°E | IPA-11941     | Vil·la Florentina (Sitges) · Vegeu més fotos d'aquest monument · Carregueu una nova foto d'aquest monument                                  |
| Villa Candelaria, Casa Josep Sunyer                                    |              | Noucentisme XX                                                 | Sitges Pg. de la Ribera, 44-45 bis                                           | 41° 14′ 05″ N, 1° 48′ 25″ E / 41.234813°N,1.806878°E | IPA-11942     | Villa Candelaria (Sitges) · Vegeu més fotos d'aquest monument · Carregueu una nova foto d'aquest monument                                   |
| Habitatge al passeig de la Ribera 49, Casa Pilar de Parellada          |              | Obra popular XX                                                | Sitges Pg. de la Ribera, 49                                                  | 41° 14′ 05″ N, 1° 48′ 23″ E / 41.234663°N,1.80632°E  | IPA-11943     | Casa Pilar de Parellada (Sitges) · Vegeu més fotos d'aquest monument · Carregueu una nova foto d'aquest monument                            |
| Casa Dolors Gili i Casanovas                                           |              | Modernisme XX                                                  | Sitges Pg. de la Ribera, 50                                                  | 41° 14′ 05″ N, 1° 48′ 22″ E / 41.234626°N,1.806213°E | IPA-11944     | Casa Dolors Gili i Casanovas (Sitges) · Vegeu més fotos d'aquest monument · Carregueu una nova foto d'aquest monument                       |
| Habitatge al passeig de la Ribera 51, Casa Llorenç Montserrat          |              | Eclecticisme XX                                                | Sitges Pg. de la Ribera, 51                                                  | 41° 14′ 05″ N, 1° 48′ 22″ E / 41.234625°N,1.80613°E  | IPA-11945     | Casa Llorenç Montserrat (Sitges) · Vegeu més fotos d'aquest monument · Carregueu una nova foto d'aquest monument                            |
| Habitatge al passeig de la Ribera 54, Casa Llúcia Catasús i Soler      |              | Eclecticisme XX                                                | Sitges Pg. de la Ribera, 54                                                  | 41° 14′ 04″ N, 1° 48′ 22″ E / 41.23457°N,1.805999°E  | IPA-11946     | Casa Llúcia Catasús i Soler (Sitges) · Vegeu més fotos d'aquest monument · Carregueu una nova foto d'aquest monument                        |
| Casa Josep Urgell                                                      |              | Obra popular XX                                                | Sitges Pg. de la Ribera, 55                                                  | 41° 14′ 04″ N, 1° 48′ 21″ E / 41.234542°N,1.805916°E | IPA-11947     | Casa Josep Urgell (Sitges) · Vegeu més fotos d'aquest monument · Carregueu una nova foto d'aquest monument                                  |
| Habitatge al passeig de la Ribera 60, Casa Àngela Milà i Pasqual       |              | Obra popular XX                                                | Sitges Pg. de la Ribera, 60                                                  | 41° 14′ 04″ N, 1° 48′ 20″ E / 41.23444°N,1.805608°E  | IPA-11948     | Casa Àngela Milà i Pasqual (Sitges) · Vegeu més fotos d'aquest monument · Carregueu una nova foto d'aquest monument                         |
| Can Freixa, Casa Josep Freixa                                          |              | Noucentisme XX                                                 | Sitges Pg. Marítim, 69-70, Terramar                                          | 41° 13′ 39″ N, 1° 47′ 23″ E / 41.227501°N,1.789830°E | IPA-11949     | Can Freixa (Sitges) · Vegeu més fotos d'aquest monument · Carregueu una nova foto d'aquest monument                                         |
| Torre Blanca                                                           |              | Noucentisme XX                                                 | Sitges Pg. Marítim, 71 - c. Josep Carner, Terramar                           | 41° 13′ 38″ N, 1° 47′ 22″ E / 41.227165°N,1.789502°E | IPA-11950     | Torre Blanca (Sitges) · Vegeu més fotos d'aquest monument · Carregueu una nova foto d'aquest monument                                       |
| Parc de Terramar, jardí i antic hotel                                  |              | XX                                                             | Sitges Terramar                                                              | 41° 13′ 40″ N, 1° 47′ 07″ E / 41.227813°N,1.785171°E | IPA-11951     | Parc de Terramar (Sitges) · Vegeu més fotos d'aquest monument · Carregueu una nova foto d'aquest monument                                   |
| Carrer d'en Bosc                                                       |              | Obra popular Medieval                                          | Sitges C. d'en Bosc                                                          | 41° 14′ 08″ N, 1° 48′ 43″ E / 41.235587°N,1.812043°E | IPA-11952     | Carrer d'en Bosc (Sitges) · Vegeu més fotos d'aquest monument · Carregueu una nova foto d'aquest monument                                   |
| Carrer Carreta                                                         |              | Obra popular Medieval                                          | Sitges C. Carreta                                                            | 41° 14′ 09″ N, 1° 48′ 37″ E / 41.235848°N,1.810248°E | IPA-11953     | Carrer Carreta (Sitges) · Vegeu més fotos d'aquest monument · Carregueu una nova foto d'aquest monument                                     |
| Carrer Tacó                                                            |              | Obra popular Medieval                                          | Sitges C. Tacó                                                               | 41° 14′ 08″ N, 1° 48′ 38″ E / 41.235617°N,1.810527°E | IPA-11954     | Carrer Tacó (Sitges) · Vegeu més fotos d'aquest monument · Carregueu una nova foto d'aquest monument                                        |
| Restes de la muralla de Sitges                                         |              | Obra popular XIII                                              | Sitges Pg. de la Ribera, sota l'església parroquial                          | 41° 14′ 05″ N, 1° 48′ 40″ E / 41.234668°N,1.811069°E | IPA-11955     | Restes de la muralla de Sitges · Vegeu més fotos d'aquest monument · Carregueu una nova foto d'aquest monument                              |
| Can Severiano Virella, Park Hotel                                      |              | Eclecticisme Gaietà Buïgas i Monravà XIX (1895)                | Sitges C. Jesús, 16                                                          | 41° 14′ 13″ N, 1° 48′ 36″ E / 41.236999°N,1.810084°E | IPA-11956     | Can Severiano Virella (Sitges) · Vegeu més fotos d'aquest monument · Carregueu una nova foto d'aquest monument                              |
| Can Pere Carreras i Robert, Can Barrabeig                              |              | Modernisme Josep Pujol i Brull XX (1906)                       | Sitges C. Francesc Gumà, 23                                                  | 41° 14′ 18″ N, 1° 48′ 36″ E / 41.238407°N,1.809932°E | IPA-11957     | Can Pere Carreras i Robert (Sitges) · Vegeu més fotos d'aquest monument · Carregueu una nova foto d'aquest monument                         |
| Can Carreras                                                           |              | Eclecticisme XIX                                               | Sitges C. Sant Isidre, 19                                                    | 41° 14′ 18″ N, 1° 48′ 39″ E / 41.23822°N,1.810885°E  | IPA-11958     | Can Carreras del carrer Sant Isidre (Sitges) · Vegeu més fotos d'aquest monument · Carregueu una nova foto d'aquest monument                |
| Casa Planes i Casa Catasús, Casa Coll i Hotel Romàntic                 |              | Eclecticisme XX                                                | Sitges C. Sant Isidre, 31-33                                                 | 41° 14′ 17″ N, 1° 48′ 36″ E / 41.237980°N,1.809983°E | IPA-11959     | Casa Planes i Casa Catasús (Sitges) · Vegeu més fotos d'aquest monument · Carregueu una nova foto d'aquest monument                         |
| Casa Robert, Hotel de la Renaixença                                    |              | Eclecticisme Salvador Vinyals i Sabaté XIX (1894)              | Sitges C. Illa de Cuba, 13                                                   | 41° 14′ 15″ N, 1° 48′ 35″ E / 41.237469°N,1.809711°E | IPA-11960     | Casa Robert (Sitges) · Vegeu més fotos d'aquest monument · Carregueu una nova foto d'aquest monument                                        |
| Casa Planas                                                            |              | Modernisme Gaietà Miret i Raventós XX (1908)                   | Sitges C. Illa de Cuba, 21 - c. Sant Gaudenci, 32-34                         | 41° 14′ 16″ N, 1° 48′ 34″ E / 41.237811°N,1.809425°E | IPA-11961     | Casa Manuel Planas (Sitges) · Vegeu més fotos d'aquest monument · Carregueu una nova foto d'aquest monument                                 |
| Can Ferret Llopis                                                      |              | Eclecticisme XIX                                               | Sitges C. Illa de Cuba, 34                                                   | 41° 14′ 18″ N, 1° 48′ 33″ E / 41.238422°N,1.809151°E | IPA-11962     | Can Ferret Llopis (Sitges) · Vegeu més fotos d'aquest monument · Carregueu una nova foto d'aquest monument                                  |
| Can Carreras                                                           |              | Eclecticisme Jaume Suñé i Juncosa XX (1901)                    | Sitges C. Illa de Cuba, 39                                                   | 41° 14′ 18″ N, 1° 48′ 32″ E / 41.238427°N,1.808817°E | IPA-11963     | Can Carreras del carrer Illa de Cuba (Sitges) · Vegeu més fotos d'aquest monument · Carregueu una nova foto d'aquest monument               |
| Patronat d'Acció Catòlica, edifici social                              |              | Historicisme XX                                                | Sitges C. Parellades, 60-62                                                  | 41° 14′ 12″ N, 1° 48′ 25″ E / 41.236536°N,1.807061°E | IPA-11964     | Edifici social del Patronat d'Acció Catòlica (Sitges) · Vegeu més fotos d'aquest monument · Carregueu una nova foto d'aquest monument       |
| Cases Bessones: Can Duran i Can Mirabent                               |              | Obra popular XX                                                | Sitges Av. Artur Carbonell, 6 i 8                                            | 41° 14′ 18″ N, 1° 48′ 28″ E / 41.238380°N,1.807732°E | IPA-11965     | Cases Bessones: Can Duran i Can Mirabent (Sitges) · Vegeu més fotos d'aquest monument · Carregueu una nova foto d'aquest monument           |
| Vil·la Subur                                                           |              | Modernisme XX                                                  | Sitges Av. Artur Carbonell, 23                                               | 41° 14′ 20″ N, 1° 48′ 29″ E / 41.238763°N,1.808155°E | IPA-11966     | Vil·la Subur (Sitges) · Vegeu més fotos d'aquest monument · Carregueu una nova foto d'aquest monument                                       |
| Vil·la Remei, el Desvan de Sitges                                      |              | Modernisme XX                                                  | Sitges Av. Artur Carbonell, 25                                               | 41° 14′ 20″ N, 1° 48′ 30″ E / 41.238773°N,1.808274°E | IPA-11967     | Vil·la Remei (Sitges) · Vegeu més fotos d'aquest monument · Carregueu una nova foto d'aquest monument                                       |
| Can Roca, Casa Manuel Jacas Forment                                    |              | Obra popular XIX                                               | Sitges C. Port Alegre, 2                                                     | 41° 14′ 09″ N, 1° 48′ 46″ E / 41.235730°N,1.812792°E | IPA-11968     | Can Roca (Sitges) · Vegeu més fotos d'aquest monument · Carregueu una nova foto d'aquest monument                                           |
| Casa Aleix Vidal i Quadras, edifici Miramar                            |              | Neoclassicisme XX                                              | Sitges C. de la Davallada - c. de la Torreta                                 | 41° 14′ 08″ N, 1° 48′ 45″ E / 41.235548°N,1.812568°E | IPA-11969     | Casa Aleix Vidal i Quadras (Sitges) · Vegeu més fotos d'aquest monument · Carregueu una nova foto d'aquest monument                         |
| Can Catasús, s'Aubada                                                  |              | Darreres tendències XX                                         | Sitges C. Josep Carner, 32 - c. Leonardo Torres Quevedo, Terramar            | 41° 13′ 48″ N, 1° 47′ 13″ E / 41.230010°N,1.786849°E | IPA-11970     | Can Catasús (Sitges) · Vegeu més fotos d'aquest monument · Carregueu una nova foto d'aquest monument                                        |
| Magatzem Llopart                                                       |              | Eclecticisme XIX                                               | Sitges C. Francesc Gumà, 21                                                  | 41° 14′ 18″ N, 1° 48′ 36″ E / 41.238295°N,1.809917°E | IPA-11971     | Magatzem Llopart (Sitges) · Vegeu més fotos d'aquest monument · Carregueu una nova foto d'aquest monument                                   |
| Casa Pañella, Casa Maria Batlle de Robert                              |              | Eclecticisme XIX                                               | Sitges C. Major, 2                                                           | 41° 14′ 07″ N, 1° 48′ 41″ E / 41.235383°N,1.811474°E | IPA-11972     | Casa Pañella (Sitges) · Vegeu més fotos d'aquest monument · Carregueu una nova foto d'aquest monument                                       |
| Can Misas                                                              |              | Eclecticisme XX                                                | Sitges C. Major, 24 - c. Aigua, 1                                            | 41° 14′ 10″ N, 1° 48′ 39″ E / 41.23607°N,1.810805°E  | IPA-11973     | Can Misas (Sitges) · Vegeu més fotos d'aquest monument · Carregueu una nova foto d'aquest monument                                          |
| Can Font                                                               |              | Eclecticisme XIX                                               | Sitges C. Major, 41 bis                                                      | 41° 14′ 11″ N, 1° 48′ 35″ E / 41.236455°N,1.809688°E | IPA-11974     | Can Font (Sitges) · Vegeu més fotos d'aquest monument · Carregueu una nova foto d'aquest monument                                           |
| Can Gili                                                               |              | Darreres tendències XX                                         | Sitges C. Leonardo Torres Quevedo, 13, Terramar                              | 41° 13′ 46″ N, 1° 47′ 10″ E / 41.229553°N,1.786165°E | IPA-11975     | Carregueu una nova foto d'aquest monument                                                                                                   |
| Casa de la Vila                                                        |              | Historicisme XIX                                               | Sitges Pl. de l'Ajuntament                                                   | 41° 14′ 06″ N, 1° 48′ 42″ E / 41.235134°N,1.811776°E | IPA-11976     | Casa de la Vila (Sitges) · Vegeu més fotos d'aquest monument · Carregueu una nova foto d'aquest monument                                    |
| Edifici de serveis de l'Hotel Subur, antiga Casa Farratges             |              | Modernisme XX                                                  | Sitges C. Bassa Rodona, 3-7                                                  | 41° 14′ 07″ N, 1° 48′ 21″ E / 41.235406°N,1.805781°E | IPA-11977     | Edifici de serveis de l'Hotel Subur (Sitges) · Vegeu més fotos d'aquest monument · Carregueu una nova foto d'aquest monument                |
| Palau del Rei Moro                                                     |              | Gòtic XIV                                                      | Sitges C. d'en Bosch, 12                                                     | 41° 14′ 08″ N, 1° 48′ 43″ E / 41.235639°N,1.812067°E | IPA-11978     | Palau del Rei Moro (Sitges) · Vegeu més fotos d'aquest monument · Carregueu una nova foto d'aquest monument                                 |
| Can Teresa Pujató, Can Tayà, Casa J. Ferret Carreras                   |              | Modernisme XX (1912)                                           | Sitges C. Ànimes, 20-22 - c. Hort Gran, 18-20                                | 41° 14′ 19″ N, 1° 48′ 41″ E / 41.238653°N,1.811462°E | IPA-11979     | Can Teresa Pujató (Sitges) · Vegeu més fotos d'aquest monument · Carregueu una nova foto d'aquest monument                                  |
| Can Bartomeu Carbonell, Casa del Cap de la Vila, Casa del Rellotge     |              | Modernisme Ignasi Mas i Morell XX (1915)                       | Sitges Pl. Cap de la Vila, 2                                                 | 41° 14′ 12″ N, 1° 48′ 35″ E / 41.236622°N,1.809586°E | IPA-11980     | Can Bartomeu Carbonell (Sitges) · Vegeu més fotos d'aquest monument · Carregueu una nova foto d'aquest monument                             |
| Casa Rectoral                                                          |              | Obra popular, gòtic XIII                                       | Sitges Pl. de l'Ajuntament, 19-20                                            | 41° 14′ 06″ N, 1° 48′ 43″ E / 41.234864°N,1.811817°E | IPA-11981     | Casa Rectoral (Sitges) · Vegeu més fotos d'aquest monument · Carregueu una nova foto d'aquest monument                                      |
| Casa Font Llopart, Casa Mirabent i Gatell                              |              | Eclecticisme XIX                                               | Sitges C. Rafael Llopart, 2                                                  | 41° 14′ 18″ N, 1° 48′ 43″ E / 41.23847°N,1.812062°E  | IPA-11983     | Casa Font Llopart (Sitges) · Vegeu més fotos d'aquest monument · Carregueu una nova foto d'aquest monument                                  |
| Hospital de Sant Joan Baptista                                         |              | Modernisme XX                                                  | Sitges C. Hospital                                                           | 41° 14′ 23″ N, 1° 48′ 45″ E / 41.239691°N,1.812505°E | IPA-11984     | Hospital de Sant Joan Baptista (Sitges) · Vegeu més fotos d'aquest monument · Carregueu una nova foto d'aquest monument                     |
| Ermita de la Trinitat                                                  |              | Obra popular XVII-XIX                                          | Sitges Desviament al km 32 ctra. C-246 Barcelona-Calafell                    | 41° 14′ 19″ N, 1° 51′ 13″ E / 41.238649°N,1.853741°E | IPA-11986     | Ermita de la Trinitat (Sitges) · Vegeu més fotos d'aquest monument · Carregueu una nova foto d'aquest monument                              |
| Can Lluçà                                                              |              | Obra popular                                                   | Sitges L'Era del Prior, a 2 km al nord de Campdàsens                         | 41° 16′ 03″ N, 1° 53′ 09″ E / 41.267464°N,1.885841°E | IPA-11987     | Can Lluçà (Sitges) · Vegeu més fotos d'aquest monument · Carregueu una nova foto d'aquest monument                                          |
| Mas Mayol                                                              |              | Obra popular                                                   | Sitges Collet de la Fita                                                     | 41° 15′ 52″ N, 1° 50′ 20″ E / 41.264558°N,1.838807°E | IPA-11988     | Carregueu una nova foto d'aquest monument                                                                                                   |
| Mas Cuadrell                                                           |              | Obra popular                                                   | Sitges Penya Riscla, prop de la riera Vallcarca, al camí de la Fita          | 41° 15′ 59″ N, 1° 50′ 49″ E / 41.266506°N,1.84707°E  | IPA-11989     | Mas Cuadrell (Sitges) · Vegeu més fotos d'aquest monument · Carregueu una nova foto d'aquest monument                                       |
| La Pleta                                                               |              | Modernisme Francesc Berenguer i Mestres XIX (1894)             | Sitges Pic de Martell, camí que surt al km 22 de la ctra. Barcelona-Calafell | 41° 16′ 29″ N, 1° 54′ 53″ E / 41.274694°N,1.914839°E | IPA-11990     | La Pleta (Sitges) · Vegeu més fotos d'aquest monument · Carregueu una nova foto d'aquest monument                                           |
| Santa Bàrbara                                                          |              | Neoclassicisme XIX                                             | Sitges Quadra dels Gassons                                                   | 41° 14′ 31″ N, 1° 47′ 46″ E / 41.242068°N,1.796006°E | IPA-11991     | Santa Bàrbara (Sitges) · Vegeu més fotos d'aquest monument · Carregueu una nova foto d'aquest monument                                      |
| Les Basses                                                             |              | Obra popular                                                   | Sitges A 800 m sud del coll de la Fita, entre turó Rave i turó Rodó          | 41° 15′ 26″ N, 1° 50′ 30″ E / 41.257236°N,1.841611°E | IPA-11992     | Carregueu una nova foto d'aquest monument                                                                                                   |
| Casa Vella                                                             |              | Obra popular                                                   | Sitges Al nord de Campdasens, camí Campdasens a la Plana Novella             | 41° 16′ 23″ N, 1° 52′ 47″ E / 41.273071°N,1.8798°E   | IPA-11993     | Casa Vella (Sitges) · Vegeu més fotos d'aquest monument · Carregueu una nova foto d'aquest monument                                         |
| Monument al Doctor Robert                                              |              | Modernisme XX                                                  | Sitges Pl. de l'Ajuntament                                                   | 41° 14′ 06″ N, 1° 48′ 42″ E / 41.234868°N,1.811642°E | IPA-11994     | Monument al Doctor Robert (Sitges) · Vegeu més fotos d'aquest monument · Carregueu una nova foto d'aquest monument                          |
| Monument a El Greco                                                    |              | Modernisme XIX                                                 | Sitges Pg. de la Ribera                                                      | 41° 14′ 06″ N, 1° 48′ 33″ E / 41.234997°N,1.809192°E | IPA-11995     | Monument a El Greco (Sitges) · Vegeu més fotos d'aquest monument · Carregueu una nova foto d'aquest monument                                |
| Església de Santa Maria Estrella del Mar                               |              | Obra popular XIX-XX                                            | Sitges Al nucli del poble del Garraf                                         | 41° 15′ 11″ N, 1° 54′ 03″ E / 41.252934°N,1.900769°E | IPA-39688     | Església de Santa Maria (Sitges) · Vegeu més fotos d'aquest monument · Carregueu una nova foto d'aquest monument                            |
| Torre de la Masia de Miralpeix, torre pròxima al santuari de Miralpeix |              | XIV-XVII                                                       | Sitges Camí de Miralpeix                                                     | 41° 13′ 48″ N, 1° 46′ 20″ E / 41.229937°N,1.772224°E | IPA-40102     | Torre de la Masia de Miralpeix (Sitges) · Vegeu més fotos d'aquest monument · Carregueu una nova foto d'aquest monument                     |
| Forn del camí de la Fita                                               |              | Obra popular XX                                                | Sitges Camí de la Fita - Mas Maiol                                           |                                                      | IPA-41569     | Carregueu una nova foto d'aquest monument                                                                                                   |
| Forn de la Sivina                                                      |              | Obra popular XX                                                | Sitges Coll de la Fita                                                       |                                                      | IPA-41570     | Carregueu una nova foto d'aquest monument                                                                                                   |
| Espai sociocultural al passeig Marítim de Sitges                       | BCIL 2014    |                                                                | Sitges Pg. Marítim - platja de la Bassa Rodona                               | 41° 14′ 03″ N, 1° 48′ 24″ E / 41.234286°N,1.806555°E | IPA-42446     | Espai sociocultural al passeig Marítim (Sitges) · Vegeu més fotos d'aquest monument · Carregueu una nova foto d'aquest monument             |
| Casa Calsamiglia                                                       |              | Obra popular                                                   | Sitges C. Sant Gaudenci, 12                                                  | 41° 14′ 13″ N, 1° 48′ 29″ E / 41.23702°N,1.80819°E   | IPA-42447     | Casa Calsamiglia (Sitges) · Vegeu més fotos d'aquest monument · Carregueu una nova foto d'aquest monument                                   |
| Casa Joan Pintó                                                        |              | Neoclassicisme-romàntic XIX                                    | Sitges C. de les Parellades, 7                                               | 41° 14′ 11″ N, 1° 48′ 32″ E / 41.23639°N,1.80897°E   | IPA-42448     | Casa Joan Pintó (Sitges) · Vegeu més fotos d'aquest monument · Carregueu una nova foto d'aquest monument                                    |
| Vil·la Antònia                                                         |              | Noucentisme Josep Danés Torras XX                              | Sitges Av. Sofía, 28                                                         | 41° 14′ 10″ N, 1° 48′ 11″ E / 41.236124°N,1.803099°E | IPA-45947     | Vil·la Antònia (Sitges) · Vegeu més fotos d'aquest monument · Carregueu una nova foto d'aquest monument                                     |
| Conjunt de les casetes de la platja de Garraf                          | BCIL 2018    | XX                                                             | Sitges Av. Josep Llorach                                                     | 41° 15′ 15″ N, 1° 54′ 12″ E / 41.254209°N,1.903314°E | IPA-45976     | Conjunt de les casetes de la platja de Garraf (Sitges) · Vegeu més fotos d'aquest monument · Carregueu una nova foto d'aquest monument      |
| Villa Teresita, Casa Avelino Montenegro                                |              | Noucentisme XX                                                 | Sitges C. Roma, 13 - c. Balmes                                               | 41° 13′ 50″ N, 1° 47′ 34″ E / 41.23046°N,1.79279°E   | IPA-49621     | Villa Teresita (Sitges) · Vegeu més fotos d'aquest monument · Carregueu una nova foto d'aquest monument                                     |
| Casa Joan Duran i Gelabert                                             |              | Noucentisme XX                                                 | Sitges Pg. Marítim, 23-24                                                    | 41° 13′ 56″ N, 1° 47′ 58″ E / 41.23215°N,1.79938°E   | IPA-49622     | Casa Joan Duran i Gelabert (Sitges) · Vegeu més fotos d'aquest monument · Carregueu una nova foto d'aquest monument                         |
| Casa Emili Sacanella                                                   |              | Noucentisme XX                                                 | Sitges Av. de Sofia, 20                                                      | 41° 14′ 08″ N, 1° 48′ 12″ E / 41.23544°N,1.80339°E   | IPA-49626     | Casa Emili Sacanella (Sitges) · Vegeu més fotos d'aquest monument · Carregueu una nova foto d'aquest monument                               |
| Casa Sansalvador                                                       |              | Noucentisme XX                                                 | Sitges Pg. Marítim, 61 - c. Ciutat de Toledo                                 | 41° 13′ 43″ N, 1° 47′ 31″ E / 41.22857°N,1.79181°E   | IPA-49627     | Casa Sansalvador (Sitges) · Vegeu més fotos d'aquest monument · Carregueu una nova foto d'aquest monument                                   |
| Casa Antoni Canals i Porta                                             |              | Noucentisme XX                                                 | Sitges C. de Jesús, 51-53                                                    | 41° 14′ 16″ N, 1° 48′ 41″ E / 41.23784°N,1.81146°E   | IPA-52570     | Casa Antoni Canals i Porta (Sitges) · Vegeu més fotos d'aquest monument · Carregueu una nova foto d'aquest monument                         |
| Casa Dolors Vidal d'Utrillo                                            |              | Noucentisme XX                                                 | Sitges C. Sant Pau, 3                                                        | 41° 14′ 11″ N, 1° 48′ 33″ E / 41.23632°N,1.80908°E   | IPA-52571     | Casa Dolors Vidal d'Utrillo (Sitges) · Vegeu més fotos d'aquest monument · Carregueu una nova foto d'aquest monument                        |
| Escorxador Municipal                                                   |              | Noucentisme XX                                                 | Sitges C. Joan Maragall, 36                                                  | 41° 14′ 14″ N, 1° 48′ 56″ E / 41.23722°N,1.81560°E   | IPA-52572     | Escorxador Municipal (Sitges) · Vegeu més fotos d'aquest monument · Carregueu una nova foto d'aquest monument                               |
| Urbanització de Terramar                                               |              | Noucentisme XX                                                 | Sitges Urb. Terramar                                                         | 41° 13′ 48″ N, 1° 47′ 28″ E / 41.230°N,1.791°E       | IPA-52573     | Urbanització de Terramar (Sitges) · Vegeu més fotos d'aquest monument · Carregueu una nova foto d'aquest monument                           |
| Font de Montseva                                                       |              | Obra popular                                                   | Sitges                                                                       | 41° 15′ 46″ N, 1° 51′ 31″ E / 41.2629°N,1.8585°E     | IPA-52604     | Font de Montseva (Sitges) · Modifica el valor a Wikidata · Carregueu una nova foto d'aquest monument                                        |
| Forn del camí de la Fita 2                                             |              | Obra popular                                                   | Sitges Camí de la Fita                                                       |                                                      | IPA-52606     | Carregueu una nova foto d'aquest monument                                                                                                   |
| Búnquer de la Caseta del Soldat                                        |              |                                                                | Sitges                                                                       |                                                      | IPA-52677     | Carregueu una nova foto d'aquest monument                                                                                                   |
| Casa Maria Montaner                                                    | BCIL 1991    | Noucentisme XX                                                 | Sitges C. del Port de n'Alegre, 45                                           | 41° 14′ 11″ N, 1° 48′ 51″ E / 41.23633°N,1.81426°E   | IPA-53568     | Casa Maria Montaner (Sitges) · Vegeu més fotos d'aquest monument · Carregueu una nova foto d'aquest monument                                |
| Casa Agustí Mestre del carrer Bonaire                                  | BCIL 1991    | Noucentisme XX                                                 | Sitges C. Bonaire, 34                                                        | 41° 14′ 07″ N, 1° 48′ 29″ E / 41.23533°N,1.80813°E   | IPA-53635     | Casa Agustí Mestre del carrer Bonaire (Sitges) · Vegeu més fotos d'aquest monument · Carregueu una nova foto d'aquest monument              |
| Casa Agustí Mestre del carrer Tarrida 22-24                            | BCIL 1991    | XX                                                             | Sitges C. Joan Tarrida, 22-24                                                | 41° 14′ 08″ N, 1° 48′ 23″ E / 41.23553°N,1.80647°E   | IPA-53822     | Carregueu una nova foto d'aquest monument                                                                                                   |
| Casa Agustí Mestre del carrer Tarrida 26                               | BCIL 1991    | Noucentisme XX                                                 | Sitges C. Joan Tarrida, 26                                                   | 41° 14′ 08″ N, 1° 48′ 23″ E / 41.23549°N,1.80631°E   | IPA-53823     | Carregueu una nova foto d'aquest monument                                                                                                   |
| Cases Agustí Mestre al carrer Bassa Rodona                             | BCIL 1991    | XX                                                             | Sitges C. Bassa Rodona, 14-20                                                | 41° 14′ 08″ N, 1° 48′ 21″ E / 41.23560°N,1.80592°E   | IPA-54044     | Carregueu una nova foto d'aquest monument                                                                                                   |
| El Retiro, Societat Recreativa El Retiro                               | BCIL 2024    | Modernisme XX                                                  | Sitges C. Àngel Vidal, 17-21                                                 | 41° 14′ 11″ N, 1° 48′ 39″ E / 41.23642°N,1.81080°E   | IPA-54167     | Carregueu una nova foto d'aquest monument                                                                                                   |

## Vilanova i la Geltrú
Vegeu la llista de monuments de Vilanova i la Geltrú